# سازمان قطار سریع شهری آتلانتا و حومه
سازمان قطار سریع شهری آتلانتا و حومه (به انگلیسی: Metropolitan Atlanta Rapid Transit Authority) معروف به مارتا (MARTA) نام خطوط قطار شهری شهر آتلانتا و ناحیه حومه‌اش در جرجیا است که در سال ۱۹۷۱ میلادی تأسیس گردید.
این قطار شهری ۴ خط دارد، که مجموعاً این خطوط دارای ۳۸ ایستگاه و هم‌اکنون طول آنها ۷۷ کیلومتر است.